# Evangelischer Friedhof Nierstein

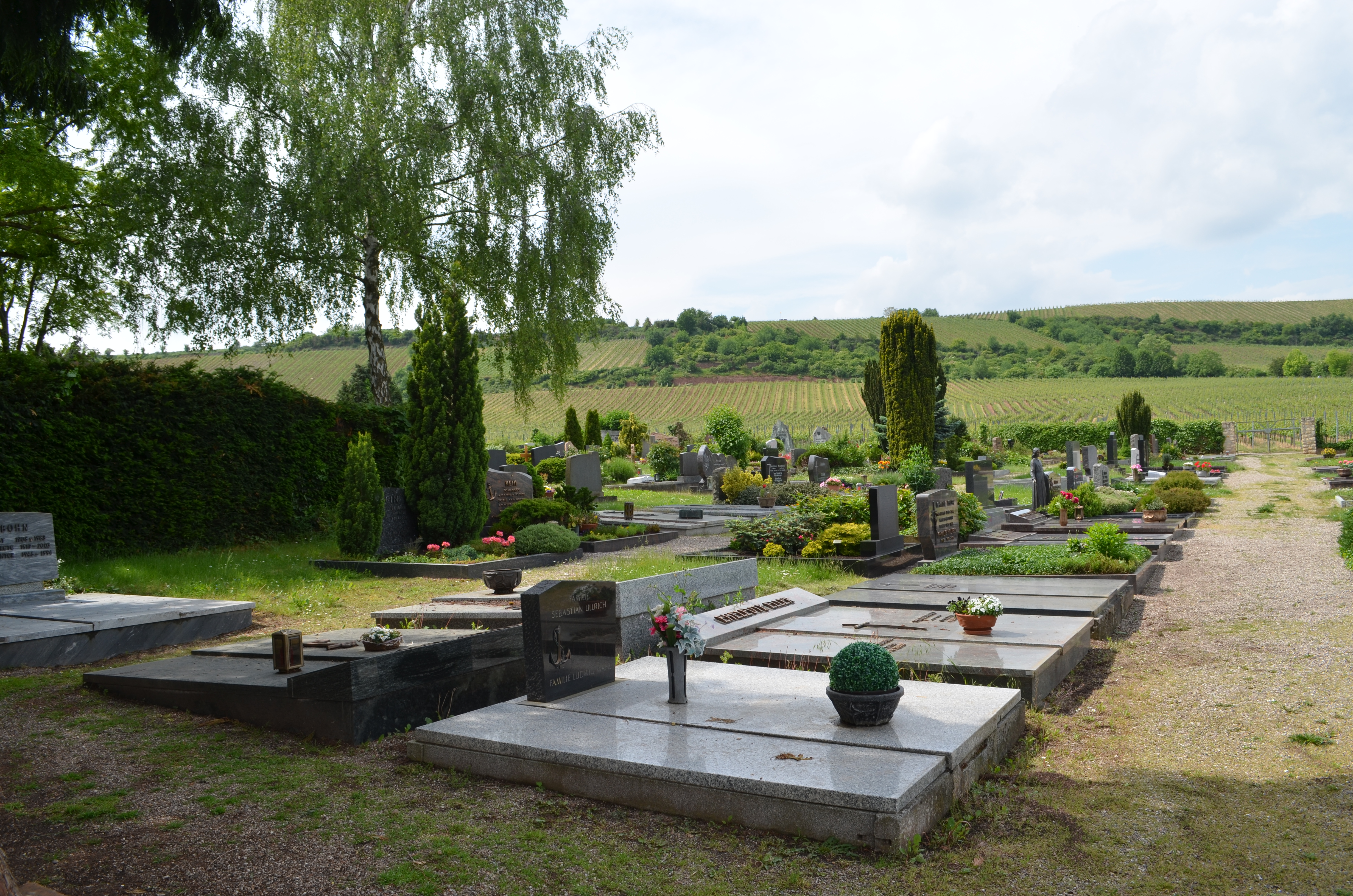
Friedhof und Weinberge

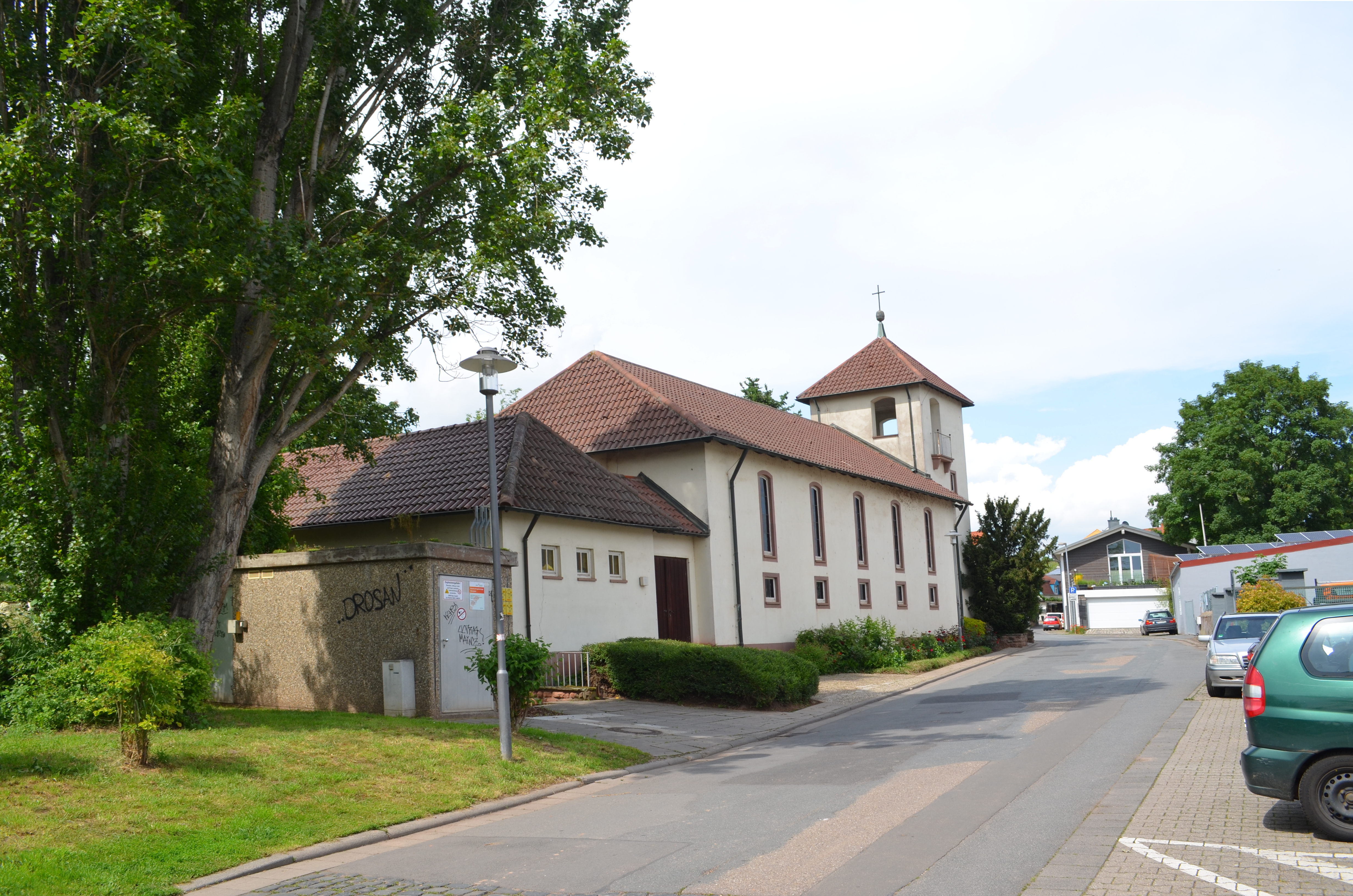
Evangelische Trauerhalle

Der evangelische Friedhof in Nierstein ist (neben dem katholischen Friedhof) einer der beiden Friedhöfe von Nierstein.
Ursprünglich wurden die evangelischen Toten des Reichsdorfes auf dem Evangelischen Pfarrhof (Tempelhof 1) beigesetzt. Der Evangelische Friedhof wurde 1808 außerhalb der Stadtmauern an der heutigen Straße „Hinter Saal“ eröffnet. Der ursprüngliche Eisenzaun ist zum Teil erhalten. Er liegt auch heute noch am Stadtrand, direkt an den Weinbergen.
Ursprünglich fanden die Trauerfeiern in der evangelischen Martinskirche statt. Die Entfernung zum Friedhof war zwar gering, jedoch war der Weg eng und steil. Daher wurde Anfang der 1860er Jahre neben dem Friedhof eine Trauerhalle errichtet. Der zeittypisch nüchterne Rechteckbau verfügt über einen quadratischer Turm mit einem Pyramidenhelm. Die von Alois Plum gestalteten Fenster sind Betonglasfenster, die Anräume sind hufeisenförmig gruppiert.
Die Trauerhalle und eine Reihe von Gräbern auf dem Friedhof stehen als Kulturdenkmale unter Denkmalschutz.

## Denkmalgeschützte Gräber
| Bild | Name                  | Beschreibung |
| ---- | --------------------- | --- |
| 0    | Kornelius Strub       | Grabmal Kornelius Strub († 1948): wiederverwendete Stele mit Volutenbekrönung                                                                   |
| 0    | Johann Georg Mittel I | Grabmal Johann Georg Mittel I († 1862): Gusseisenkreuz, Grabeinfassung                                                                          |
|      | Stephan Sandmann      | Grabmal Stephan Sandmann († 1863): Rotsandsteinstele, im kleeblattförmigen oberen Abschluss Cherubim. Sandmann war Bürgermeister von Nierstein. |
|      | Anna Maria Schlamp    | Grabmal Anna Maria Schlamp († 1873): zinnenbekrönte gotisierende Stele                                                                          |
|      | Jakob Zotzmann        | Grabmal Familie Jakob Zotzmann († 1911): neuklassizistische Urne, Grabeinfassung                                                                |
|      | Adam Sander III       | Grabmal Familie Sander, u. a. Adam Sander III († 1899): neuklassizistische Schauwand mit toskanischer Säulenädikula, Sandsteineinfassung        |